# Mattur, Koppal
Mattur là một làng thuộc tehsil Koppal, huyện Koppal, bang Karnataka, Ấn Độ.